# Fato de Pai Natal

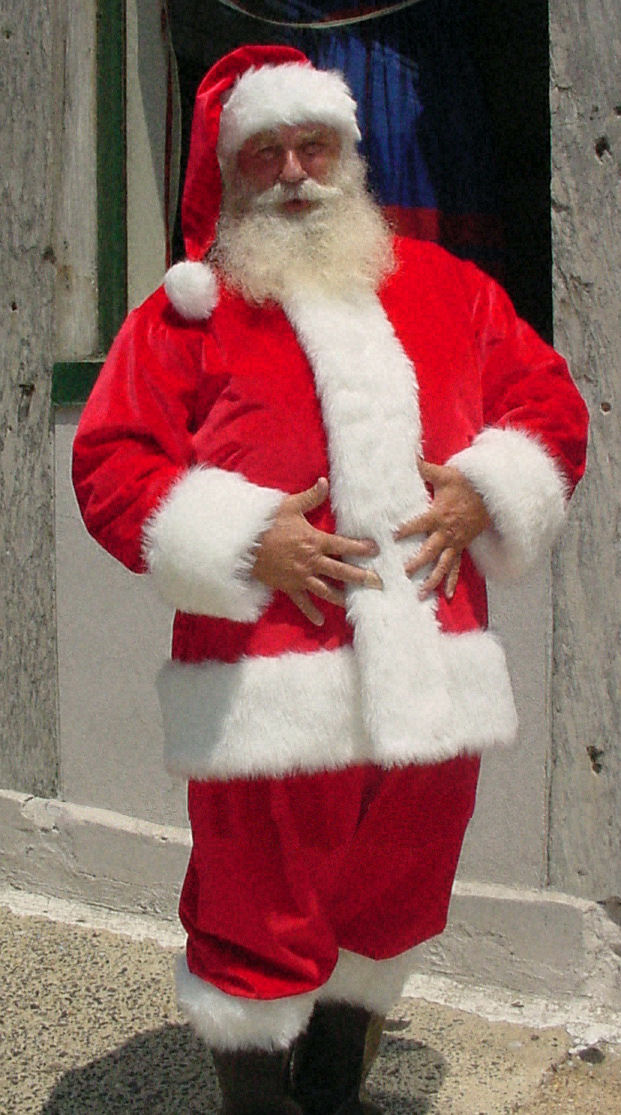
A vermelha roupa do Pai Natal, adornado com pele branca, gorro e botas pretas, normalmente tem presente um cinto largo de fivela.

Fato de Pai Natal (português europeu) ou roupa de Papai Noel (português brasileiro) é um traje usado por uma pessoa retratando o Pai Natal (português europeu) ou Papai Noel (português brasileiro). A versão americana moderna do fato, pode ser atribuída à obra de Thomas Nast para a revista Harper's Weekly, embora muitas vezes se pense incorrectamente que Haddon Sundblom desenhou o traje no seu trabalho de publicidade para a Coca-Cola Company. O trabalho de Sundblom padronizou a imagem ocidental do Pai Natal e a imagem popularizada de roupa vermelha adornada com pele branca. Isto tornou-se na imagem do Pai Natal americano, enquanto que em alguns países europeus, onde São Nicolau continua popular, o fato usado está mais próximo de roupas religiosas, incluindo a mitra de um bispo.

## História

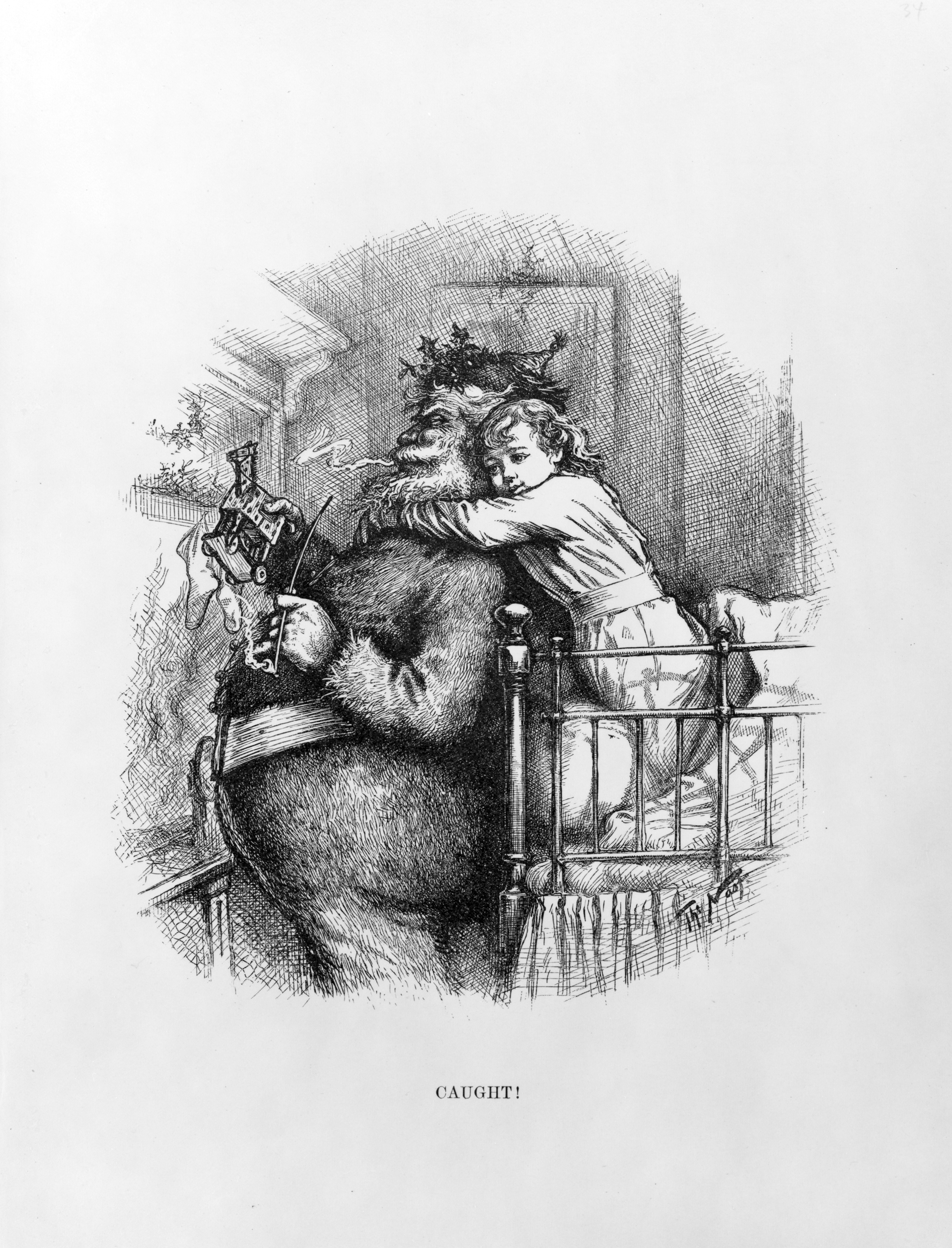
Um Pai Natal de Thomas Nast de 1892, vestindo o fato de Pai Natal moderno.

A primeira aparição do Pai Natal moderno, completo com o que consideramos ser a roupa de Pai Natal actualmente, foi nos desenhos de Thomas Nast. Os desenhos originais de Nast eram de um Pai Natal de pequeno porte que podia deslizar chaminés, mas nos seus trabalhos posteriores fez o Pai Natal com um tamanho maior.
Antes do trabalho de Nast, o fato de Pai Natal tinha como cor o castanho, tendo ele mudado para vermelho, embora ele também tenha desenhado o Pai Natal com trajes verdes. Esta mudança é muitas vezes erroneamente atribuída ao trabalho de Haddon Sundblom, que desenhou as imagens do Pai Natal para publicidade da Coca-Cola Company desde 1931. Embora o trabalho de Sundblom certamente tenha mudado a percepção do Pai Natal, a roupa vermelha foi mostrada na capa do Harper's Weekly, pelo menos, 40 anos antes do seu trabalho para a empresa de refrigerantes ser publicado. A própria Coca-Cola atribuíu a cor vermelha do fato ao trabalho de Nast.
Antes da publicidade da Coca-Cola, a imagem do Pai Natal estava num estado de fluxo. Foi retratado numa grande variedade de formas, incluindo as formas modernas e, em alguns casos, como um gnomo. Foi o trabalho de Sundblom, que padronizou a forma do Pai Natal à obra de Nast.

## Design
Há diferenças regionais no tipo de roupa que o Pai Natal veste. Normalmente nos Estados Unidos, usa fato e calças vermelhos com detalhes brancos e um cinto largo de fivela, um chapéu combinando e botas pretas. O tom de vermelho usado na roupa do Pai Natal da Coca-Cola é patenteada para anúncios da empresa. Em alguns países europeus como a Áustria, onde São Nicolau continua popular, a roupa está mais próxima à do santo, sendo uma longa túnica e uma mitra episcopal.